# Carl Stridsberg
Carl Stridsberg, född 18 maj 1755 i Boteå församling, död 10 juni 1819 i Stigsjö församling, var en svensk lektor och kyrkoherde. 

## Biografi
Carl Stridsberg var son till lektorn vid Härnösands skola Magnus Stridsberg och Anna Unæus, 
och sonson till brukspatronen Lars Stridsberg och en syster till Nicolaus Sternell.
Stridsberg blev filosofie magister 1778 och drev därefter egen skola i Stockholm 1782–1789. Han var kronprins Gustav Adolfs lärare 1790–1795 och blev sedan lektor i Härnösand 1796. Stridsberg, som var kunglig bibliotekarie 1792, prästvigdes 1800 och blev kyrkoherde i Stigsjö 1809. Han var även läroboksförfattare och skrev dramatiska stycken. Under studietiden vid universitetet i Göttingen lärde han känna kompositören Joseph Martin Kraus som följde med tillbaka till Sverige efter avslutade studier. Stridsberg invaldes som ledamot nummer 180 i Kungliga Musikaliska Akademien den 7 februari 1798. Han blev även ledamot av Kungliga Lantbruksakademien 1815.